# Yanwari Kazama
Yanwari Kazama (風間やんわり Kazama Yanwari?, 13 de junio de 1977 - 22 de octubre de 2013) fue un artista de manga japonés.
Empezó a dibujar la caricatura yonkoma Taberemasen ("no aptos para el consumo") en 1995 en el Young Magazine publicado por Kodansha mientras que todavía en la secundaria, y continuó la serie hasta 2013. Además de la publicación en la Young Magazine, también publicó caricaturas sátira social en la revista semanal Friday.
Murió el 22 de octubre de 2013 desde insuficiencia hepática.